# Cisticola robustus
Cisticola robustus е вид птица от семейство Cisticolidae.

## Разпространение
Видът е разпространен в Ангола, Бурунди, Камерун, Република Конго, Демократична република Конго, Еритрея, Етиопия, Кения, Нигерия, Руанда, Южен Судан, Судан, Танзания, Уганда и Замбия.